# 田村健次
田村 健次（たむら けんじ、1946年〈昭和21年〉1月1日 - ）は、日本の地方公務員。埼玉県公営企業管理者、同出納長を歴任。瑞宝小綬章受章。

## 人物・経歴
埼玉県出身。1964年4月 埼玉県庁入職、2000年 (平成12年) 4月 総務部次長、2001年4月 荒金豊久の後任として労働商工部長、2003年10月 同職を馬場竹次郎と交代し都筑信の後任として公営企業管理者、2005年4月 同職を島村和男と交代し井立勝己の後任として埼玉県出納長就任。2007年3月 出納長を辞職。
県庁退職後、同年4月 社会福祉法人恩賜財団済生会支部埼玉県済生会副会長兼常務理事、2008年8月 一般財団法人自治研修協会理事、2011年3月 埼玉県済生会副会長兼常務理事退任、同年4月 学校法人九里学園理事、2015年6月 武蔵野銀行監査役。

## 栄典
- 2017年 春の叙勲で地方自治功労により瑞宝小綬章を受章[6]